# Peninsulares
Pour les articles homonymes, voir Peninsular.
Dans le système de castes coloniales de l'Amérique espagnole, un peninsular était un résident du Nouveau Monde né en Espagne, au contraire d'un descendant espagnol né aux Amériques nommés criollos (es).
Les peninsulares détenaient les hautes fonctions gouvernementales et officielles des Amériques. En plus de cette distinction entre peninsulares et créoles, il existait aussi des mestizos (descendants à la fois d'Espagnols et d'Amérindiens), mulatos (descendants à la fois d'Espagnols et de noirs), Amérindiens, zambos (descendants à la fois d'Amérindiens et de noirs) et les Noirs. Dans certains lieux et à certaines époques, les peninsulares étaient appelés godos, ou au Mexique, gachupines (qui signifie porteurs d'éperons).
Dans le système social des colonies, les peninsulares étaient au sommet, suivis des criollos qui développeront une aristocratie locale aux XVIIe et XVIIIe siècles.